# Валявський Ілля Васильович
Ілля́ Васи́льович Валя́вський (нар. 28 липня 1978 — пом. 17 червня 2014, Металіст, Луганська область) — український військовик, солдат Збройних сил України, учасник російсько-української війни.

## Життєпис
Народився в селі Михальча Сторожинецького району (в Українському Меморіалі зазначено село Заволока Сторожинецького району Чернівецької області). Закінчив середню школу села Михальча.
У 1996 році призваний на строкову військову службу до лав ЗСУ; через 5 місяців служби був звільнений — за станом здоров‘я у запас. Працював водієм швидкої допомоги в Чернівцях, потім — на підприємстві по утилізації та вивозенню твердих побутових відходів. Проживав з родиною у селі Дубове Сторожинецького району.
Квітнем 2014 року мобілізований до лав Збройних Сил України. Солдат 3-го батальйону окремої тактичної групи 80-ї окремої аеромобільної бригади. З травня 2014-го брав участь в антитерористичній операції.
Загинув 17 червня 2014 року у бою під Металістом на околицях Луганська. Терористи атакували із засідки колону військових. У підбитому БТРі загинув весь екіпаж і десант, серед яких були також Максим Доник, Ігор Крисоватий, Ілля Леонтій, Віктор Мігован, Юрій Мізунський, Віктор Піцул, Владислав Файфура і Володимир Якобчук.
Залишились дружина Марина та 2-річний син Павло, батьки Василина Миколаївна й Василь Павлович, брат Роман й наймолодший брат і сестра Наталія.
22 червня 2014-го поховали Валявського Ілька у селі Заволока на Сторожинеччині, де він мешкав.

## Нагороди та вшанування
- 2 серпня 2014 року за особисту мужність і героїзм, виявлені у захисті державного суверенітету та територіальної цілісності України, вірність військовій присязі під час російсько-української війни, відзначений — Валявський Ілля нагороджений орденом «За мужність III ступеня» (посмертно).[5]
- 8 травня 2015 року в селі Михальча на фасаді будівлі ЗОШ (вулиця Героїв Майдану, 22) відкрито меморіальну дошку честі Іллі Валявського[6].